# 林宗彩
林宗彩（1917年2月—2000年3月6日），男，福建福州人，中华人民共和国冶金学家，教育家，北京科技大学教授、博士生导师，中国转炉炼钢技术研究和开发的先驱之一，中国民主同盟中央委员会原常务委员，第五、六、七届全国政协委员。

## 生平
1936年考入河南工学院采矿系，1937年转入北洋工学院矿冶系，1939年又转入国立西北工学院矿治系，1940年毕业后留校任助教兼研究生。1942年至1945年，任四川威远铁厂助理工程师。1946年任鞍山钢铁公司助理工程师、副工程师。同年底赴美国留学，先后在美国弗兰工程公司和阿利奎帕钢铁厂实习高炉炼铁和转炉炼钢。1947年9月入美国匹兹堡大学学习，1949年毕业获冶金硕士学位。同年回国后，历任交通大学副教授、教授，兼广西大学教授，北京钢铁学院教授、冶金系主任，石景山钢铁公司、北京钢厂、北京特殊钢厂工作组组长，兼任北京特殊钢厂总工程师，全国侧吹转炉炼钢巡回组组长，上海第三钢厂侧吹转炉科研工作组副组长，全国顶吹转炉工作组副组长，中日含银生铁冶炼技术联合指导小组成员，北京钢铁学院（1988年改称北京科技大学）副院长兼冶金系主任、系学术委员会主任、院学术委员会副主任、博士生导师，中国金属学会理事、炼钢学术委员会副主任委员，中国稀土学会常务理事，中国民主同盟中央委员会常务委员、科技委员会副主任委员，第五、六、七届全国政协委员等职。2000年3月6日在北京逝世。